# فانك سايكدلي
فانك سايكدلي (بالإنجليزية: Psychedelic funk)‏ (يسمى أيضا فانكاديليا أو يجمع مع السول السايكدلي) هو نوع موسيقي يمزج موسيقى الفانك مع مكونات من الروك السايكدلي. بدأها في أواخر عقد 1960 موسيقيون وفرق مثل Sly and the Family Stone والتجمع الموسيقي Parliament-Funkadelic. أثر هذا النوع على أنواع موسيقية أخرى مثل الجاز المدمج في السبعينات وأسلوب جي فانك في هيب هوب الساحل الغربي في التسعينات.

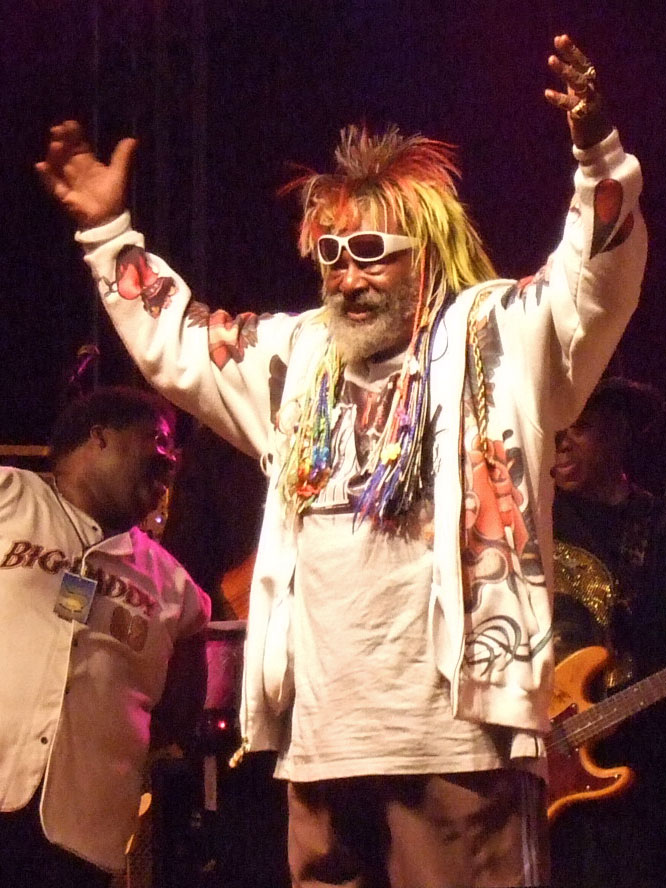
جورج كلينتون يؤدي مع Parliament-Funkadelic في 2007.